# Nichtangriffspakt
Ein Nichtangriffspakt ist ein völkerrechtlicher Vertrag zwischen zwei oder mehreren Staaten, die sich verpflichten, in Friedenszeiten ihre Streitigkeiten ohne die Anwendung von Waffengewalt auszutragen. Es gibt bisher keine allgemeinverbindliche völkerrechtliche Definition des  Nichtangriffspaktes.

## Geschichte des Nichtangriffspaktes
Die gegenseitige Verpflichtung zum Nichtangriff  in Friedenszeiten trat im Völkerrecht erst im 20. Jahrhundert in Erscheinung. Zu dieser Entwicklung trugen zahlreiche Friedensbewegungen während des Ersten Weltkrieges bei, die einen Angriffs- oder Gewaltverzicht forderten. Aus den Erfahrungen des Ersten Weltkrieges entstand eine verstärkte Suche nach neuen Mitteln der Kriegsverhütung. Versuche, ein multilaterales Nichtangriffspaktsystem im Rahmen des Völkerbundes zu entwickeln, scheiterten. Ein erster Versuch war der 1925 unterzeichnete Vertrag von Locarno. Nach den Locarno-Verhandlungen entwickelte vor allem die Sowjetunion die Initiative zum Abschluss bilateraler Nichtangriffspakte. Allein die Sowjetunion hat bis 1939 mit 12 Staaten Nichtangriffspakte abgeschlossen und zwar mit der Türkei, Litauen, Finnland, Lettland, Estland, Polen, Frankreich, Italien, dem Deutschen Reich, China, Persien und Afghanistan. Ab 1933 wurde auch das  nationalsozialistische Deutschland in dieser Richtung aktiv und schloss bis 1939 Nichtangriffspakte mit Polen, Dänemark, Lettland, Estland, Frankreich und der Sowjetunion ab. Nichtangriffspakte zwischen europäischen Staaten bestanden weiterhin zwischen Italien und Jugoslawien (1937) sowie Spanien und Portugal (1939). Sogar nach dem Ausbruch des Zweiten Weltkrieges kam es noch zum Abschluss von Nichtangriffspakten, wie durch die Sowjetunion mit Jugoslawien und Japan (1941) sowie zwischen der Türkei und Bulgarien (1941). Der bekannteste Nichtangriffspakt ist der Hitler-Stalin-Pakt.
Historisch gesehen wurden die meisten Nichtangriffspakte gebrochen und zwar fast immer von dem Staat, der sie vorgeschlagen hat. Sie haben Aufrüstungen und Angriffskriege nicht verhindert. Deshalb ist ihr wirklicher Nutzen unter Historikern umstritten. Die Apartheid-Regierung Südafrikas versuchte in den 1980er Jahren durch den Abschluss bilateraler Nichtangriffspakte, zum Beispiel mit Mosambik und Swasiland (heute Eswatini), die Front gegen die Apartheidpolitik aufzubrechen und die Befreiungsbewegungen des ANC und der SWAPO zu behindern.

## Umgangssprache
Bei der Fußball-Weltmeisterschaft 1982 in Spanien gab es den „Nichtangriffspakt von Gijón“ in der Gruppenphase zwischen Deutschland und Österreich. Durch das 1:0 für die deutsche Mannschaft qualifizierten sich beide Mannschaften für die Zwischenrunde, wodurch sich beide Mannschaften im Spielverlauf kaum bekämpften und mit dem Ergebnis zufrieden waren.